# 오노촌 (야마구치현 사바군)
오노촌(小野村)은 야마구치현 사와군에 설치되었던 촌이다. 현재의 호후시에 해당한다.

## 역사
- 1889년 4월 1일 - 정촌제 시행에 의해 7촌의 구역을 가지고 성립하였다.
- 1955년 4월 10일 - 호후시에 편입, 동일 오노촌은 폐지되었다.

## 교통

### 철도
- 보세키 철도
  - 보세키 철도선